# Tangent (matematik)

Tangent till en kurva

Tangentplan till en sfär

En tangent är inom plangeometri en rät linje, som tangerar en kurva i en punkt, tangeringspunkten, i vilken tangentens lutning, eller riktningskoefficient, är lika med kurvans lutning, dess derivata. 
Stringent uttryckt, sägs en rät linje vara en tangent till kurvan f(x) i punkten (c, f(c)), om linjen går genom punkten och har lutningen f'(c), där f(x) är derivatan av f(x). Inom geometrin kan en tangent approximeras med en sekant. 
Om tangeringspunkten och riktningskoefficienten för tangenten är känd, kan tangentens ekvation bestämmas med enpunktsformen
{\displaystyle y-y_{0}=k(x-x_{0})}
vilken även kan skrivas på k-form
{\displaystyle y=kx+m}
där k är riktningskoefficienten och tangeringspunkten är (x0, y0).
I det specialfall, där kurvan är en cirkel, är tangenten vinkelrät mot radien. 
Inom tredimensionell geometri bildar alla tangenter till en yta i tangeringspunkten ett tangentplan. Vid fler dimensioner talar man om tangentrum.

## Analys
En "formell" definition av tangenten kräver matematisk analys. Antag att kurvan är en graf av en funktion y = f(x) och att vi är intresserade av informationen i punkten (x0, y0) där y0 = f(x0). Kurvan har en icke-vertikal tangent i punkten (x0, y0) om och endast om funktionen är deriverbar i x0. I detta fall är lutningen av tangenten given av f '(x0). Kurvan har en vertikal tangent i (x0, y0) om och endast om lutningen närmar sig ± oändligheten från motsatta håll.
En sekant kan användas för att approximera en tangent, det vill säga, lutningen för en sekant omkring en tangeringspunkt närmar sig tangentens lutning när sekantens skärningspunkter med grafen närmar sig tangeringspunkten. Konceptet bygger på gränsvärdebegreppet för att studera kurvors närmande. Matematisk analys är till stor del utvecklat från problemet att finna lutningen hos en tangent, det så kallade tangentlinjeproblemet.
Tangentlinjen {\displaystyle T(t)} till en funktion {\displaystyle f(x)} i en punkt {\displaystyle (x_{0},f(x_{0}))} kan skrivas
{\displaystyle T(t)=f(x_{0})+f'(x_{0})(t-x_{0})},
förutsatt att {\displaystyle f(x)} är deriverbar i punkten.